# Trasformazione affine
In geometria, si definisce trasformazione affine dello spazio euclideo qualunque composizione di una trasformazione lineare {\displaystyle \mathbf {L} } con una traslazione; in simboli, la più generale trasformazione affine può essere scritta come
{\displaystyle A=T_{\mathbf {b} }\circ L}
dove {\displaystyle L:\mathbb {R} ^{n}\to \mathbb {R} ^{n}} è una trasformazione lineare e {\displaystyle T_{\mathbf {b} }:\mathbb {R} ^{n}\to \mathbb {R} ^{n}} è una traslazione; esplicitamente, l'azione di {\displaystyle A} è data da
{\displaystyle \mathbf {x} \mapsto \mathbf {L} \cdot \mathbf {x} +\mathbf {b} \ },
dove {\displaystyle \mathbf {L} } è la matrice quadrata che rappresenta {\displaystyle L} e {\displaystyle \mathbf {b} } il vettore che determina la traslazione.
Le trasformazioni affini sono le trasformazioni più generali che preservano i sottospazi affini. Tra queste, giocano un ruolo importante le affinità: queste sono le trasformazioni affini di uno spazio in sé stesso, che sono anche una corrispondenza biunivoca.
Esempi di affinità sono rotazioni, omotetie, traslazioni, rototraslazioni, riflessioni. Le affinità non sono necessariamente isometrie, non preservano cioè angoli e distanze, mentre mantengono sempre il parallelismo tra le rette.

## Definizione

### Nello spazio euclideo
Una trasformazione affine 
{\displaystyle f:\mathbb {R} ^{n}\to \mathbb {R} ^{m}}
fra due spazi euclidei è una trasformazione del tipo
{\displaystyle x\mapsto Ax+b}
dove {\displaystyle A} è una matrice {\displaystyle m\times n}, {\displaystyle b} è un vettore di {\displaystyle \mathbb {R} ^{m}} fissato e si fa uso del prodotto fra una matrice e un vettore.

### In uno spazio vettoriale
Una trasformazione affine fra due spazi vettoriali {\displaystyle V} e {\displaystyle W} più generali è la composizione di una trasformazione lineare
{\displaystyle f:V\to W}
con una traslazione
{\displaystyle t:w\mapsto w+b}
determinata da un vettore fissato {\displaystyle b} di {\displaystyle W}.

### In uno spazio affine
Una trasformazione affine fra due spazi affini {\displaystyle A} e {\displaystyle A'} è una funzione
{\displaystyle f:A\to A'}
per cui esiste una funzione lineare
{\displaystyle \phi :V\to V'}
fra i due spazi vettoriali associati a {\displaystyle A} e {\displaystyle A'} tale che
{\displaystyle {\overrightarrow {f(P)f(Q)}}=\phi ({\overrightarrow {PQ}}).}

### Legami fra le definizioni
Ciascuna definizione generalizza la precedente: l'ultima definizione è quindi la più generale e non dipende da un fissato riferimento affine. D'altra parte, fissati due riferimenti per gli spazi affini {\displaystyle A} e {\displaystyle A'}, una trasformazione affine è comunque esprimibile come
{\displaystyle x\mapsto Ax+b}
come nella prima definizione.

### Affinità
Una affinità è una trasformazione affine biiettiva in cui dominio e codominio coincidono.
Alcuni autori, nella definizione di trasformazione affine, richiedono che questa sia iniettiva.

## Esempi

### Trasformazioni lineari
Nella notazione
{\displaystyle x\mapsto Ax+b}
Il vettore {\displaystyle b} corrisponde all'immagine dell'origine
{\displaystyle 0\mapsto A0+b=b.}
Una trasformazione lineare è una trasformazione affine che non sposta l'origine: in altre parole, una trasformazione affine con {\displaystyle b=0}.
Tra le trasformazioni lineari vi sono molte affinità, quali le rotazioni intorno all'origine e le riflessioni rispetto a sottospazi che passano per l'origine. Ad esempio, la rotazione di angolo {\displaystyle \theta } nel piano cartesiano è del tipo
{\displaystyle {\begin{bmatrix}x\\y\end{bmatrix}}\mapsto {\begin{bmatrix}\cos \theta &-\sin \theta \\\sin \theta &\cos \theta \end{bmatrix}}{\begin{bmatrix}x\\y\end{bmatrix}}.}

### Traslazioni
D'altro canto, una affinità dove {\displaystyle A=I} è la matrice identità è una traslazione
{\displaystyle x\mapsto I\cdot x+b=x+b.}
Una traslazione, a differenza di una trasformazione lineare, non ha mai un punto fisso.

### Composizioni
Ogni affinità è composizione di una trasformazione lineare e di una traslazione. Ne è un esempio la rototraslazione nello spazio tridimensionale, ottenuta componendo una rotazione di angolo {\displaystyle \theta } lungo un asse con una traslazione di passo {\displaystyle t} lungo il medesimo. Ad esempio, se l'asse è quello delle {\displaystyle z} la rototraslazione ha la forma
{\displaystyle {\begin{bmatrix}x\\y\\z\end{bmatrix}}\mapsto {\begin{bmatrix}\cos \theta &-\sin \theta &0\\\sin \theta &\cos \theta &0\\0&0&1\end{bmatrix}}{\begin{bmatrix}x\\y\\z\end{bmatrix}}+{\begin{bmatrix}0\\0\\t\end{bmatrix}}.}

## Rappresentazione matriciale
Una affinità
{\displaystyle x\mapsto Ax+b}
è determinata da una matrice quadrata {\displaystyle A} e da un vettore {\displaystyle b}. Per utilizzare gli strumenti dell'algebra lineare è però utile rappresentare una affinità con una matrice sola: per fare questo si aggiunge un valore fittizio "1" in fondo al vettore {\displaystyle x} e si rappresenta la trasformazione nel modo seguente
{\displaystyle {\begin{bmatrix}x\\1\end{bmatrix}}\mapsto {\begin{bmatrix}A&b\ \\0,\ldots ,0&1\end{bmatrix}}{\begin{bmatrix}x\\1\end{bmatrix}}={\begin{bmatrix}Ax+b\\1\end{bmatrix}}}
La matrice associata all'affinità con queste notazioni è quindi
{\displaystyle {\begin{bmatrix}A&b\ \\0,\ldots ,0&1\end{bmatrix}}.}
In questo modo, la composizione di due trasformazioni affini è rappresentata dal prodotto delle due matrici corrispondenti. La trasformazione identità è rappresentata dalla matrice identità.
Per essere invertibile, il determinante {\displaystyle \det A} deve essere diverso da zero. La matrice inversa, che rappresenta la trasformazione inversa, è la seguente
{\displaystyle {\begin{bmatrix}A^{-1}&-A^{-1}b\ \\0,\ldots ,0&1\end{bmatrix}}.}
Con questa notazione, le trasformazioni affini di {\displaystyle K^{n}} risultano essere un sottogruppo del gruppo generale lineare
{\displaystyle \operatorname {GL} _{n+1}(K)}
delle matrici invertibili {\displaystyle (n+1)\times (n+1)} a coefficienti nel campo {\displaystyle K}.

## Proprietà

### Punti fissi
Una affinità è rappresentata da una matrice quadrata {\displaystyle A}. Se {\displaystyle A} non ha 1 fra i suoi autovalori, l'affinità ha sempre un punto fisso. Infatti l'equazione {\displaystyle Ax+b=x} può essere riscritta come:
{\displaystyle (A-I)x=-b.}
Poiché 1 non è autovalore di {\displaystyle A}, il nucleo di {\displaystyle (A-I)} ha dimensione zero e quindi {\displaystyle (A-I)} è suriettiva, ovvero la matrice {\displaystyle (A-I)} è invertibile ed esiste un {\displaystyle x} che soddisfa l'equazione. Questo è dato da:
{\displaystyle x=(A-I)^{-1}(-b).}
Le traslazioni non hanno punti fissi: infatti per queste {\displaystyle A=I} ha l'autovalore 1.

### Punti e rette unite
Data l'affinità {\displaystyle f:A\to A} si dice punto unito ogni punto {\displaystyle P\in A} tale che {\displaystyle f(P)=P} e retta unita ogni retta {\displaystyle r\subseteq A} tale che {\displaystyle f(r)=r}.

### Indipendenza affine
Una affinità di uno spazio affine {\displaystyle A} manda punti affinemente indipendenti in punti affinemente indipendenti.
Se lo spazio affine ha dimensione {\displaystyle n} e 
{\displaystyle \{P_{0},\ldots ,P_{n}\},\quad \{Q_{0},\ldots ,Q_{n}\}}
sono due insiemi di {\displaystyle n+1} punti affinemente indipendenti, esiste un'unica affinità {\displaystyle f} di {\displaystyle A} che manda i primi nei secondi, cioè tale che {\displaystyle f(P_{i})=Q_{i}} per ogni {\displaystyle i}.